# Оноди, Адольф
Адольф Оноди венг. Adolf Ónodi; 7 ноября 1857, Мишкольц — 15 ноября 1919, Беч) — венгерский медик, хирург, оториноларинголог. Педагог, профессор, доктор медицины (1881).

## Биография
Изучал медицину в университете Будапешта. С 1880 — доцент кафедры анатомии, в 1881 получил научную степень доктора общей медицины.
Стажировался в Италии. Проводил исследования в зоологической станции Антона Дорна близ Неаполя.
После возвращения на родину, с 1886 года читал лекции по гистологии и эмбриологии.
С 1894 — специалист в области оториноларингологии. Профессор и руководитель клиники.
В 1896 году стал членом Венгерской академии наук. В следующем году избран почётным руководителем секции оториноларингологов общества немецких естествоиспытателей и врачей (Versammlung deutscher Naturforscher und Ärzte).

## Избранные труды
- Лечение болезней носа и носоглотки — СПб. : Журнал «Практическая медицина», 1908.
- Ueber das Verhältniss der spinalen Faserbündel zu dem Grenzstrange des Sympathicus. Archiv für Anatomie und Physiologie (1884)
- Ueber die Entwickelung der Spinalganglien und der Nervenwurzeln. Internationale Monatsschrift für Anatomie und Histologie (1884)
- Leitfaden zu Vivisectionen am Hunde. Stuttgart 1884
- Ueber die Verbindung des Nerv. opticus mit dem Tuber cinereum. Monatsschrift für Anatomie u. Histologie 3 (7), ss. 247—250 (1886)
- Ueber die Entwickelung des sympathischen Nervensystems. Archiv für Mikroskopische Anatomie (1886)
- Neurolog. Unters. an Selachiern. Internationale Monatsschrift für Anatomie und Histologie (1886)
- Neurolog. Unters. an Selachiern. Archiv für Anatomie und Physiologie (1887)
- Rhinolaryngol. Casuistik Pest, m.-ch. Pr. 1892
- Untersuchungen zur Lehre von den Kehlkopflähmungen. Berliner klinische Wochenschrift (1893)
- Die Nasenhöhle und ihre Nebenhöhlen . Wien, 1893
- Die Innervation des Kehlkopf. Wien 1895
- Die Phonation im Gehirn. Berliner klinische Wochenschrift (1894)
- Zur Pathologie der Phonationscentren. Monatsschr. für Ohr, Kehlk. (1898)
- Beitr. zur Kenntniss der Kehlkopfnerven. Archiv für Laryngologie (1899)
- Die respirator. phonator. Nervenbündel des Kehlkopfes. Archiv für Laryngologie (1899)
- Das subcerebrale Phonationscentrum. Archiv für Laryngologie (1899)